# Leszek Libera
Leszek Libera (* 1948 in Racibórz, Polen) ist ein polnischer Schriftsteller, Polonist, Übersetzer und Hochschullehrer.

## Leben
Nach der Matura in Liceum in Racibórz studierte Leszek Libera bis 1972 Polonistik an der Universität Breslau. Anschließend war er fünf Jahre als Bibliothekar sowie Gymnasiallehrer für Polnisch in Cieszyn angestellt. Ab 1977 wirkte er als Adjunkt im Institut für Polnische Philologie (Instytut Filologii Polskiej) an der Adam-Mickiewicz-Universität in Posen und wurde dort am 12. Mai 1977 mit der Dissertation Romantyczność i folklor. O twórczości Jacka Malczewskiego i Bolesława Leśmiana zum Doktor der Philosophie promoviert.
Im Jahr 1980 wanderte er nach Münster in Westfalen aus und nahm einen Lehrauftrag an der Universität Münster an. Ab dem Jahr 1994 lehrte er als Universitätsprofessor für Literatur an der Universität Zielona Góra. Er habilitierte sich am 26. Juni 1995 mit der Habilitationsschrift Juliusza Słowackiego „Podróż do Ziemi Świętej z Neapolu“ an der Universität Breslau. Am 21. Dezember 2007 wurde er zum ordentlichen Professor ernannt.
In den Monografien stellte Leszek Libera ab 1993 die Dichtung der polnischen Romantiker Juliusz Słowacki und Adam Mickiewicz sowie den Vertretern der Epoche der Moderne Jacek Malczewski und Bolesław Leśmian dar. Er übersetzte im Jahr 2007 das Kindermärchen Der gestiefelte Kater und 2012 Prinz Zerbino oder die Reise nach dem guten Geschmack von Ludwig Tieck in die polnische Sprache.
In den Jahren 2011 und 2012 veröffentlichte Leszek Libera zwei Romane in deutscher Sprache beim Neisse Verlag.

## Schriften (Auswahl)
- Juliusza Słowackiego „Podróż do Ziemi Świętej z Neapolu“. (zugleich Habilitationsschrift 1995, Universität Breslau), Pro Scientia, Poznań 1993, ISBN 83-900821-2-8.
- Romantyczność i folklor. O twórczości Jacka Malczewskiego i Bolesława Leśmiana. (zugleich Doktorarbeit 1977, Adam-Mickiewicz-Universität, Posen), Pro Scientia, Poznań 1994, ISBN 83-902322-0-0.
- Mickiewicz. Słowacki.  Szkice i rozprawy. Wydawnictwo Wyższej Szkoły Pedagogicznej im. T. Kotarbińskiego, Zielona Góra  2000, ISBN 83-7268-026-4.
- W Szwajcarii. Studium o Juliuszu Słowackim. Towarzystwo Autorów i Wydawców Prac Naukowych "Universitas", Kraków 2001, ISBN 83-7052-628-4.
- „Maria Stuart“ dramat Juliusza Słowackiego. Oficyna Wydawnicza Uniwersytetu Zielonogórskiego, Zielona Góra 2003, ISBN 83-89321-68-8.
- Zraniona iluzja. O „Balladynie“ Juliusza Słowackiego i „Kocie w butach“ Ludwiga Tiecka. Oficyna Wydawnicza Uniwersytetu Zielonogórskiego, Zielona Góra 2007, ISBN 978-83-7481-127-9.
- Mickiewicz i medycyna. Szkice romantyczne. Oficyna Wydawnicza Uniwersytetu Zielonogórskiego, Zielona Góra 2010, ISBN 978-83-7481-365-5.
- Der Utopek. Roman. Neisse Verlag, Dresden 2011, ISBN 978-3-86276-000-8. (Leseprobe)
- Buks Molenda. Roman. Neisse Verlag, Dresden 2012, ISBN 978-3-86276-029-9. (Leseprobe)
- Gottfried August Bürger – autor „Lenory“. Wydawnictwo Alter Studio, Białystok 2016, ISBN 978-83-64081-36-1.

Übersetzungen
- Ludwig Tieck: Der gestiefelte Kater (Kot w butach. Świat na opak). Oficyna Wydawnicza Uniwersytetu Zielonogórskiego, Zielona Góra 2007, ISBN 978-83-7481-126-2.
- Ludwig Tieck: Prinz Zerbino oder die Reise nach dem guten Geschmack (Książę Zerbino czyli podróż w poszukiwaniu dobrego smaku. W pewnym sensie dalszy ciąg ‚Kota w butach‘. Komedia niemiecka w sześciu odsłonach). Oficyna Wydawnicza Uniwersytetu Zielonogórskiego, Zielona Góra 2012, ISBN 978-83-7842-035-4.